# Consulado General de España en Jerusalén
El Consulado General de España en Jerusalén es la mayor representación diplomática de España en el Estado de Palestina. El consulado está ubicado en el barrio Sheikh Jarrah de Jerusalén Este, y presta asistencia a las demarcaciones de Jerusalén, Cisjordania y la Franja de Gaza. Asimismo, también gestiona la Obra Pía de los Santos Lugares. Fue fundado en 1853.
Debido al reconocimiento español del Estado de Palestina, sumándose así a otros 147 países, el Gobierno israelí determinó que a partir del 2 de junio de 2024 el consulado preste servicios únicamente a los residentes en Jerusalén.

## Lista de cónsules
- Juan José Escobar, desde el 5 de septiembre de 2013 -
- Ignacio García Valdecas Fernández, de agosto de 2019 a 2021.
- Alfonso Lucini Mateo, desde el 29 de julio de 2021.